# 기요카와구치역
기요카와구치역(일본어: 清川口駅, きよかわぐちえき)은 일본 홋카이도 호쿠토시에 있는 도난 이사리비 철도 도난 이사리비 철도선의 철도역이다.

## 역 구조
1면 1선의 단선식 승강장이 있는 철도역이다. 고료카쿠 역에서 관리하는 간이 위탁역으로, 역사 내에 있는 기요카와구치 역 매점에서 6시 40분부터 17시 40분까지 승차권을 발매하고 있다.

## 역 주변
호쿠토 시의 중심부에 해당한다.
- 호쿠토 시청
- 호쿠토 시립 도서관
- 홋카이도 가미이소 고등학교
- 호쿠토 시립 가미이소 초등학교

## 역사
- 1956년 10월 1일 - 일본국유철도의 일반역으로 개업. 여객 취급 개시.
- 1970년 11월 - 역사 개축.
- 1979년 12월 20일 - 역사 개축.
- 1987년 4월 1일 - 일본국유철도 분할 민영화로 홋카이도 여객철도가 계승.
- 2016년 3월 26일 - 홋카이도 신칸센 개통에 따라, 도난 이사리비 철도에게 이관됨.

## 인접한 역
| 도난 이사리비 철도 도난 이사리비 철도선 | 도난 이사리비 철도 도난 이사리비 철도선 | 도난 이사리비 철도 도난 이사리비 철도선 |
| --------------------------------------- | --------------------------------------- | --------------------------------------- |
| sh07 가미이소 기코나이 방면             | ■ 도난 이사리비 철도선                  | sh09 구네베쓰 하코다테 방면             |